# Picumnus nebulosus
Picumnus nebulosus е вид птица от семейство Picidae. Видът е почти застрашен от изчезване.

## Разпространение
Видът е разпространен в Аржентина, Бразилия и Уругвай.